# کشیدگی (آسیب)
بدن در قسمت‌های زیر می‌تواند دچار کشیدگی شود:
- بطن ماهیچه
- تاندون ماهیچه
- محل اتصال تاندون-ماهیچه
- محل اتصال تاندون به استخوان

کشیدگی، بیشتر به علت نیروی کششی بیش از حد به بخش عضلانی-تاندونی ایجاد می‌گردد. گاهی انقباض شدید عضله‌ای که در برابر یک مقاومت بالا قرار می‌گیرد منجر به کشیدگی می‌گردد. در اکثر موارد این مشکل به‌صورت خودبه‌خود برطرف می‌شودبا این حال در برخی موارد بیمار به درمان تخصصی نیاز خواهد داشت.

## درجات کشیدگی ماهیچه‌ای
کشیدگی ماهیچه‌ای یا عضلانی، که به آن «استرین» هم می‌گویند، یک عامل مهم در ایجاد دردهای عضلانی است. بسیاری از دردهای ناحیه کمری به علت صدمات عضلانی یا لیگامانی (اسپرین) به وجود می آید. استرین‌ها یا کشیدگی‌های ناتوان‌کننده عضلانی اکثراً در عضلات بزرگی همانند همسترینگ و چهارسر رانی (کوادری‌سپس) در اندام‌های تحتانی اتفاق می‌افتند.
شدت آسیب در کشیدگی‌های عضلانی سه درجه دارد که عبارتنداز:
- درجه ۱: میزان آسیب و درد کم بوده و تورم ماهیچه خفیف است.
- درجه ۲: آسیب متوسط بوده و بنابراین درد و تورم وجود دارد. خونریزی بافتی ایجاد می‌شود.
- درجه۳: پارگی بافتی که همراه با خونریزی است. فرد درد شدیدی را در لحظه آسیب حس می‌کند. تاندون ماهیچه دوسر بازویی و تاندون آشیل دو محل شایع پارگی هستند.

## اصول درمان
مهمترین اصول درمان در کشیدگی عضلانی شامل:
۱-کاربرد اصل PRICE. اصل PRICE در کشیدگی همانند پیچ‌خوردگی به کار می‌رود. اصل PRICE با هدف کاهش درد، کم کردن ادم بافتی و ترمیم سریعتر بافت عضلانی-تاندونی کاربرد داشته که به ترتیب معرف موارد زیرند:
- محافظت از بافت آسیب دیده[۳]
- استراحت[۴]
- یخ‌گذاری[۵]
- فشار[۶]
- بالا نگه داشتن عضو آسیب دیده[۷]

استفاده از یخ و فشار در مرحله اولیه و حاد آسیب، یک عامل مهم در کاهش خونریزی، التهاب و درد به هنگام کشیدگی عضلانی یا موارد پیچ‌خوردگی است.
۲-درمان دارویی
۳-فیزیوتراپی برای کاهش درد، تورم، تقویت عضلات و پیشگیری از آسیب مجدد
۴-انجام جراحی به ویژه در ارتباط با پارگی‌های کامل